# Willy Schneider (Komponist)
Willy Schneider (* 15. Oktober 1907 in Kirchheim/Teck; † 24. November 1983 in Oberlenningen) war ein deutscher Komponist, Musikpädagoge und Dirigent.

## Leben
Willy Schneider (Pseudonym: Matthias Burger), Sohn des Städtischen Musikdirektors Wilhelm Schneider, studierte von 1926 bis 1927 in Duisburg Musik und von 1928 bis 1935 am Konservatorium in Stuttgart bei Willy Bergmann (Klavier), Georg von Albrecht (Komposition) und Karl Adler (Dirigieren). Zum 1. Mai 1933 trat er der NSDAP bei. Von 1935 bis 1936 absolvierte er die Kapellmeisterklasse der Musikhochschule Stuttgart bei Carl Leonhard und ließ sich 1935 in Stuttgart als Privatmusikerzieher nieder. 
Nachdem 1939 seine erste Blasmusikkomposition Notzinger Dorfmusik entstanden war, wandte er sich nach Ende des Zweiten Weltkriegs verstärkt dem bläserischen Amateurmusizieren und der Bläserkammermusik zu. So gründete und dirigierte er 1949 die Werkkapelle der Papierfabrik Scheufelen. 1953 wurde er an das Hochschulinstitut für Musik in Trossingen berufen und leitete dort die Fachschule für Bläser. 1954 erschien beim Verlag Schott in Mainz sein Handbuch der Blasmusik. 1954 bis 1959 war er Jugendleiter des Deutschen Volksmusikerbundes und 1961 wurde er zum Professor ernannt. Er leitete mehr als vierhundert Lehrgänge im In- und Ausland. 1977 trat er in den Ruhestand.

## Blasorchesterwerke
- Capriccio, Musikverlag Pollack 1940
- Ein Sommertag, Musikverlag Schott 1978
- Festhymnus, Musikverlag Grosch 1956
- Festliche Musik für Bläser, Schott
- Fünf Tänze aus Borken, Grosch
- Ländlerische Musik in Rondoform, Schott 1954
- Notzinger Dorfmusik, Vieweg 1940 (1993 bei Schott als Notzinger Volkstänze neu veröffentlicht)
- Schwäbische Tanzfolge, Schott 1956
- Suite für Bläser (Aalener Bläsertag), Grosch 1955
- Volksfestbilder, Suite, Musikverlag G. Bauer